# Rehab (album Białasa)
Rehab – album solowy polskiego rapera Białasa. Wydawnictwo ukazało się 4 grudnia 2015 roku nakładem wytwórni muzycznej Step Records.
Do albumu w przedsprzedaży został dołączony minialbum – Demówka EP zarejestrowany przez rapera we współpracy z Quebonafide.
Album dotarł do 8. miejsca polskiej listy przebojów – OLiS.

## Lista utworów
Źródło.
1. "Intro-detoks-ja" (produkcja: Deemz) – 2:40
2. "Złamane skrzydło" (produkcja: Deemz) – 4:38
3. "Rehab" (produkcja: Deemz) – 3:53
4. "Życie ćpuna" (produkcja: Deemz) – 0:19
5. "Aaliyah" (produkcja: Deemz) – 3:22
6. "6am in Wwa" (produkcja: Deemz, gościnnie: Olka) – 2:39
7. "Do grobu" (produkcja: Deemz, gościnnie: Solar, Gedz) – 4:12
8. "Kroki" (produkcja: Deemz, gościnnie: Danny) – 3:10
9. "Że cham" (produkcja: Deemz) – 3:04
10. "Czy" (produkcja: Deemz) – 4:45
11. "To jest hip-hop" (produkcja: Deemz, gościnnie: Paluch) – 3:47
12. "Złote serca" (produkcja: Deemz, gościnnie: Quebonafide) – 3:25
13. "Lepszego życia bilet" (produkcja: Deemz) – 2:34